# Jung Chan-Sung
Jung Chan-Sung (koreanska: 정찬성), född 17 mars 1987, är en sydkoreansk MMA-utövare som tävlar i organisationen Ultimate Fighting Championship.